# Szél
Szélnek nevezzük a légkört alkotó levegő közel vízszintes irányú áramlását, amelyet helyi nyomáskülönbségek hoznak létre. A szél sebességét méter per másodpercben mérik, vagy erősségét Beaufort-skálán osztályozzák. A szélenergiának sokféle hasznosítása lehetséges. A szélerősség fajtái: szélcsend (legkisebb), szellő (épphogy megmozdul), szél, viharos szél, orkán. 

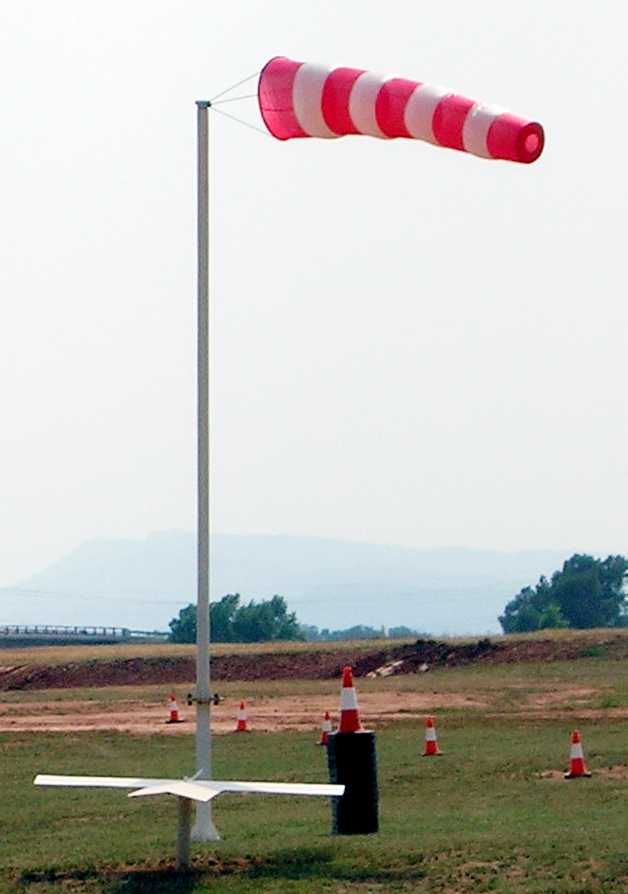
Szélzsák (anemoszkóp), amely a szél irányát és erejét is szemléletesen mutatja

## Kialakulásának okai
A két alapvető oka a légköri áramlások kialakulásának a terepfajták eltérő mértékű melegedése és a bolygó forgásából származó Coriolis-erő. Két eltérő nyomású légtömeg között ugyanis a levegő az alacsonyabb nyomású terület felé kezd áramlani, amíg a nyomáskülönbség ki nem egyenlítődik. Ezt módosítja a domborzat és a Coriolis-erő. A szél jellege és kiterjedése sokféle lehet, a domboldalakon fújdogáló szellőktől az óceánokat átívelő passzátszélig.
Az ábrán felülről lefelé láthatjuk a sarki magas nyomású területet, ahonnan a sarki keleties szelek fújnak, majd az alacsony nyomású poláris front következik. A légkör függőleges metszetében itt található a ciklonális frontális felemelkedés, ennek következtében ez egy csapadékos terület. Ettől délre helyezkedik el a nyugati szelek öve, majd a térítő. A térítőn magas nyomás uralkodik, ezért itt leszálló áramlás található, és a párolgás az uralkodó hidrológiai folyamat, ezért ez a régió száraz. Ezután a felszín közelében az északkeleti passzátok fújnak, az egyenlítői szélcsendes övig. Az ITCZ jelzi a Trópusi Konvergencia Zónát (Intertropical Convergence Zone), ahol az ÉK-i és DK-i passzátok találkoznak. Itt az erős emelő hatás miatt viharok, hurrikánok keletkezhetnek. Itt alacsony légnyomás uralkodik, és jelentős csapadék hull. A déli féltekén hasonló a helyzet, ugyanazok az övek találhatók meg, mint az északin.

## A nagy földi légkörzés
A bolygónk forgásából adódóan három egymásba kapcsolódó szélrendszer alakult ki.

### Passzátszelek
Az Egyenlítőn, ahol a napsugarak beesési szöge a legnagyobb, a levegő a leginkább felmelegszik. A felmelegedő levegő feláramlik, és a felszálló mozgás hatására lehűl, eléri a harmatpontot, megtörténik a kicsapódás. Ezért mindennapos a csapadékképződés az Egyenlítő vidékén. A felsőbb légköri rétegekben lehűlt levegő a térítők mentén leszáll, száraz, csapadékmentes időt eredményezve. A térítőkön kialakult magas nyomású zóna felől az Egyenlítő felé áramlik a levegő. Irányukat a Coriolis hatás változtatja, ezért az Északi-félgömbön ÉK-i, a Déli-félgömbön DK-i passzátszél alakul ki. Ezek a Föld legállandóbb szelei. Irányukat és sebességüket általában nem változtatják meg, de ha igen, akkor a változás előre jelezhető. Szabályos viselkedésük miatt ezeket a szeleket a kereskedelemben használták fel, ezért „kereskedelmi szél”-nek is nevezik.

### Nyugati szelek

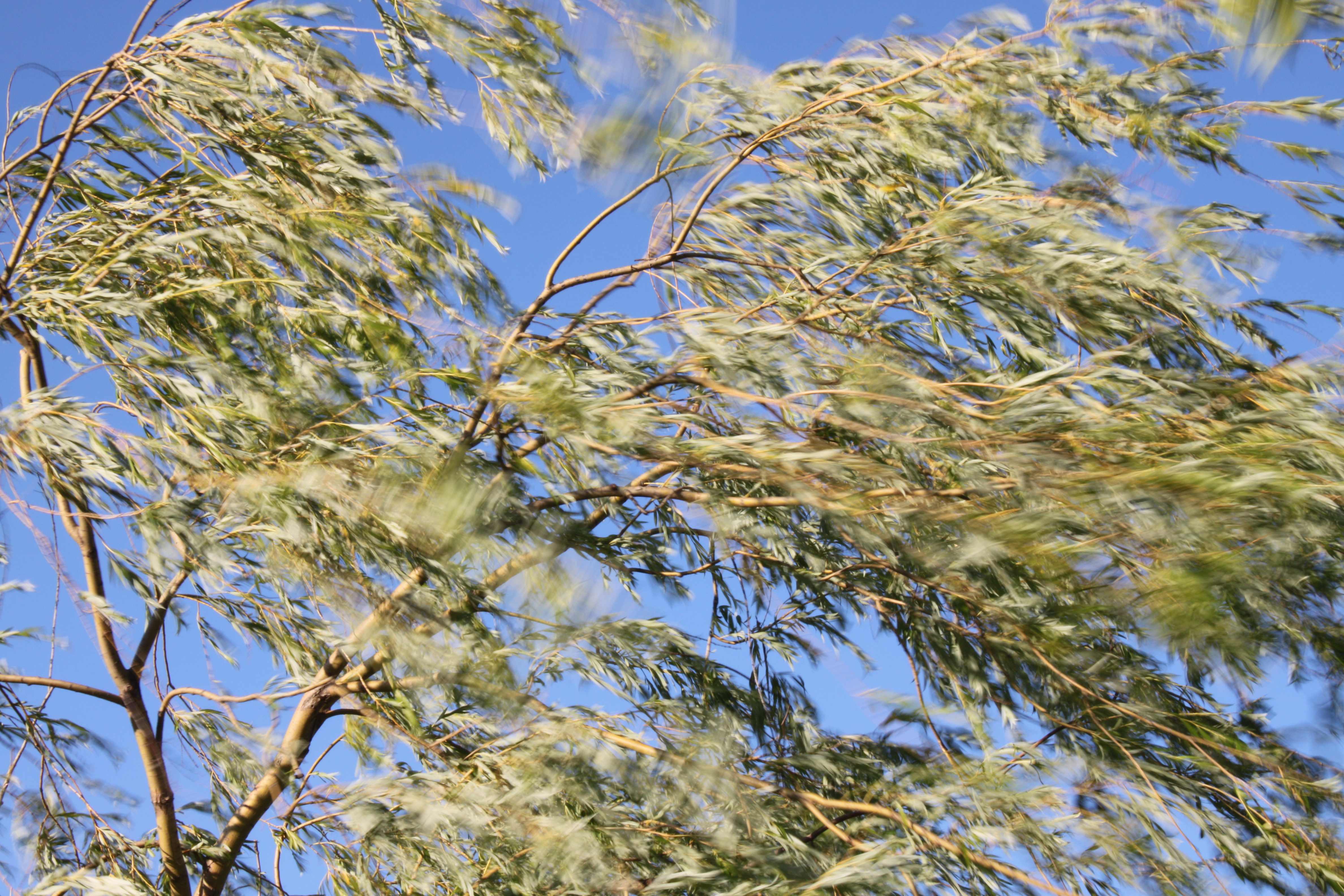
Szél

Mozgásuk közben hatalmas íveket futnak be, ez a meanderező mozgás, amelyekből ciklonok és anticiklonok keletkezhetnek. Ezek a keletkezési helyükről a sarkkörök (ciklonok) és a térítők (anticiklonok) felé sodródnak a Coriolis-erő hatására, ezzel kialakítva a jellemző térítőköri magas és a sarkköri alacsony légnyomást.

### Keleties sarki szelek
Egy-egy anticiklont alkotnak. A Föld legváltozékonyabb szelei.
Az egyenlítő alacsony légnyomása és a sarkok magas légnyomása adja az energiát, és a sarkok beesési szöge miatt jön létre. A pólusok környékén a nehéz, hideg levegő felhalmozódása miatt magas a légnyomás. A magas nyomású övektől É-ra és D-re áramlik ki a levegő, de ezt az eltérítő erő az É-i sarkvidéken ÉK-i, a déli sarkvidéken DK-i széllé alakítja. A szélrendszerek övezetei természetesen nem különülnek el élesen egymástól. A trópusi légtömegek gyakran bejutnak a mérsékelt övezetbe, s a sarkvidéki levegő is rendszeresen betör a nyugatias szelek területére.

## Szélfajták
Ciklon – A trópusi övezetekben az óceánok hőenergiájából táplálkozó nagy erejű légörvény.
Hurrikán – A trópusi ciklon neve az Atlanti-óceán északi medencéjében.
Tájfun – A trópusi ciklon neve a Távol-Keleten.
Monszun – Sok esőt hozó, tenger felől nyáron érkező szél. Hasonlít a tengerparti szélhez, csak nagyobb területen fejti ki tevékenységét.
Tornádó – Más néven forgószél, gyakran hurrikánok kísérője Észak-Amerikában.
Orkán – 117 km/h fölötti sebességű szél.
Passzátszél – A földi légkörzés trópusi övezetének szélrendszere.

### Elnevezett szelek

Szélrózsa. Az uralkodó szelek nevei a Mediterráneumban: Északi szél – Tramontana, Északkeleti szél – Grecale, Keleti szél – Levante, Délkeleti szél – Scirocco, Déli szél – Mezzogiorno, Délnyugati szél – Libeccio, Nyugati szél – Ponente, Északnyugati szél – Maestrale

Sok szél ismétlődik bizonyos körülmények hatására. Ezek gyakran önálló nevet kapnak.
- Bíze – Északkelet-Európából Közép-Európa felé fújó hideg száraz szél
- Bóra – Kelet-Európából Olaszország felé fúj
- Böen – Nagyon erősen változó irányú és sebességű orkán erejű téli szél az Északi-tenger partvidékén
- Főn – Az Alpok oldalán lefelé áramló meleg szél
- Misztrál – Északról a mediterráneum nyugati partjait érő téli szél
- Szieszta – Spanyolországban a déli órákban fújó forró szél
- Sirokkó – Észak-Afrikából Dél-Európa felé fújó, meleg, száraz nyári szél
- Tramontana – Északi szelek neve a mediterrán térségében
- Leveche – Spanyolország D-i partjain érezhető forró, száraz déli szél
- Burán – Észak- és Belső-Ázsiában fújó viharos téli szél
- Burster – forró, sivatagi szél Ausztrália déli, délkeleti partjain
- Hamszin – forró, sivatagi szél Egyiptomban[megj 1]

- Nemere – Az erdélyi Háromszék (ma Kovászna) megyében a Nemere-csúcs felől érkező hideg téli szél
- Pampero – Az Andok-hegységből a Csendes-óceán felé fújó jeges, viharos erejű szél
- Számum – Észak-Afrika és a Közel-Kelet sivatagjainak forró porvihara
- Zefír – Enyhe, kellemes szellő
- Harmattan – forró, száraz, nyugat-afrikai passzátszél
- Kosava – A Vaskapu-szoroson keresztül Kelet-Szerbia és Vajdaság irányába fújó délkeleti szél

## A szél sebessége

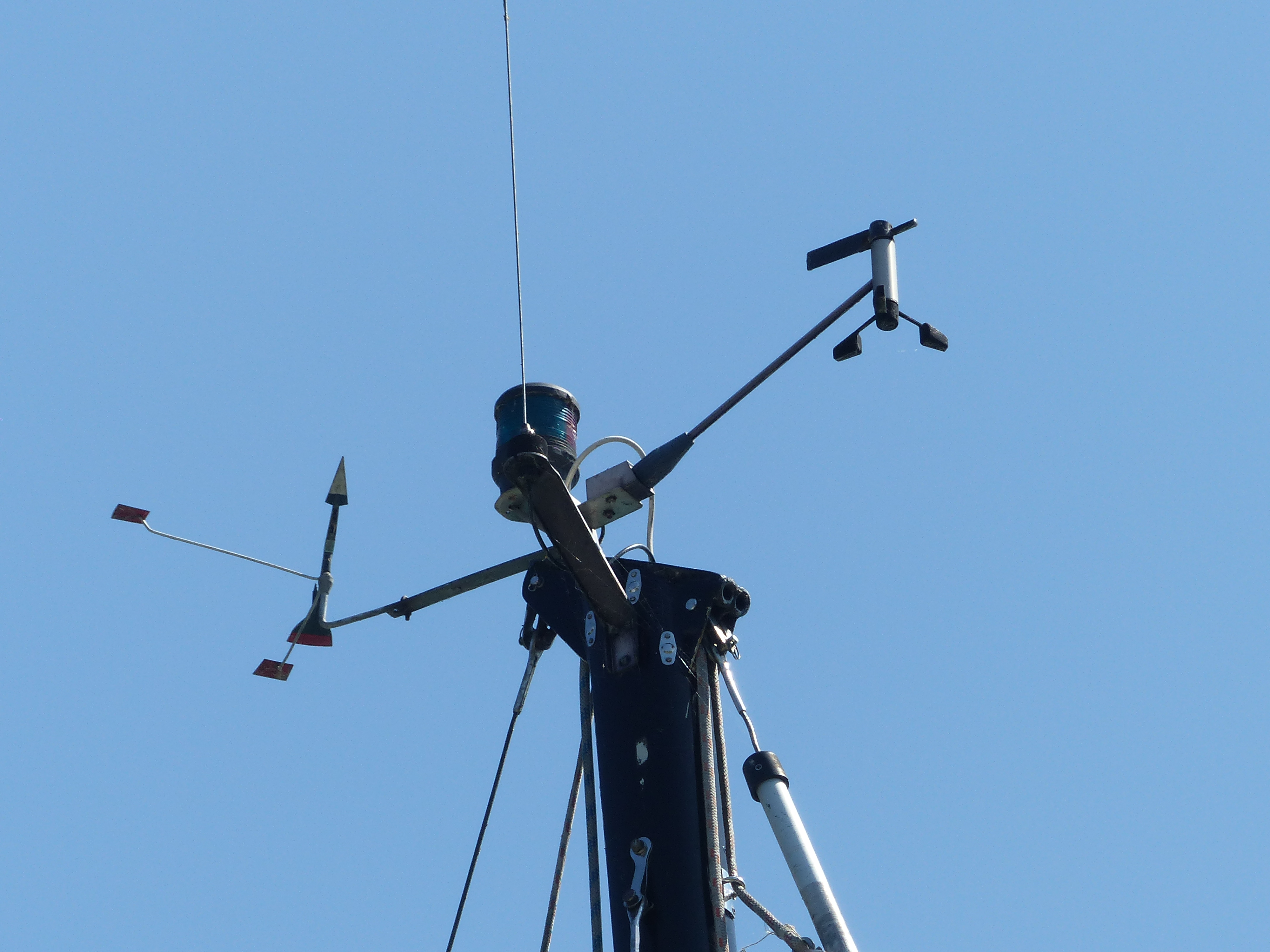
Széljelző

A szél sebességén a levegő mozgásának sebességét értjük. A meteorológiában általában a m/s-ban, illetve egyes területeken csomóban adják meg. 1 m/s 1,944 csomónak felel meg. Meteorológiai szövegekben a Beaufort-skálát használják a szél sebességének jellemzésekor.
Magyarországon a legnagyobb szélsebességet, 172 kilométer/órás széllökést, 2010. december 9-én mérték az Országos Meteorológiai Szolgálat kab-hegyi mérőállomásán.

## A szél iránya

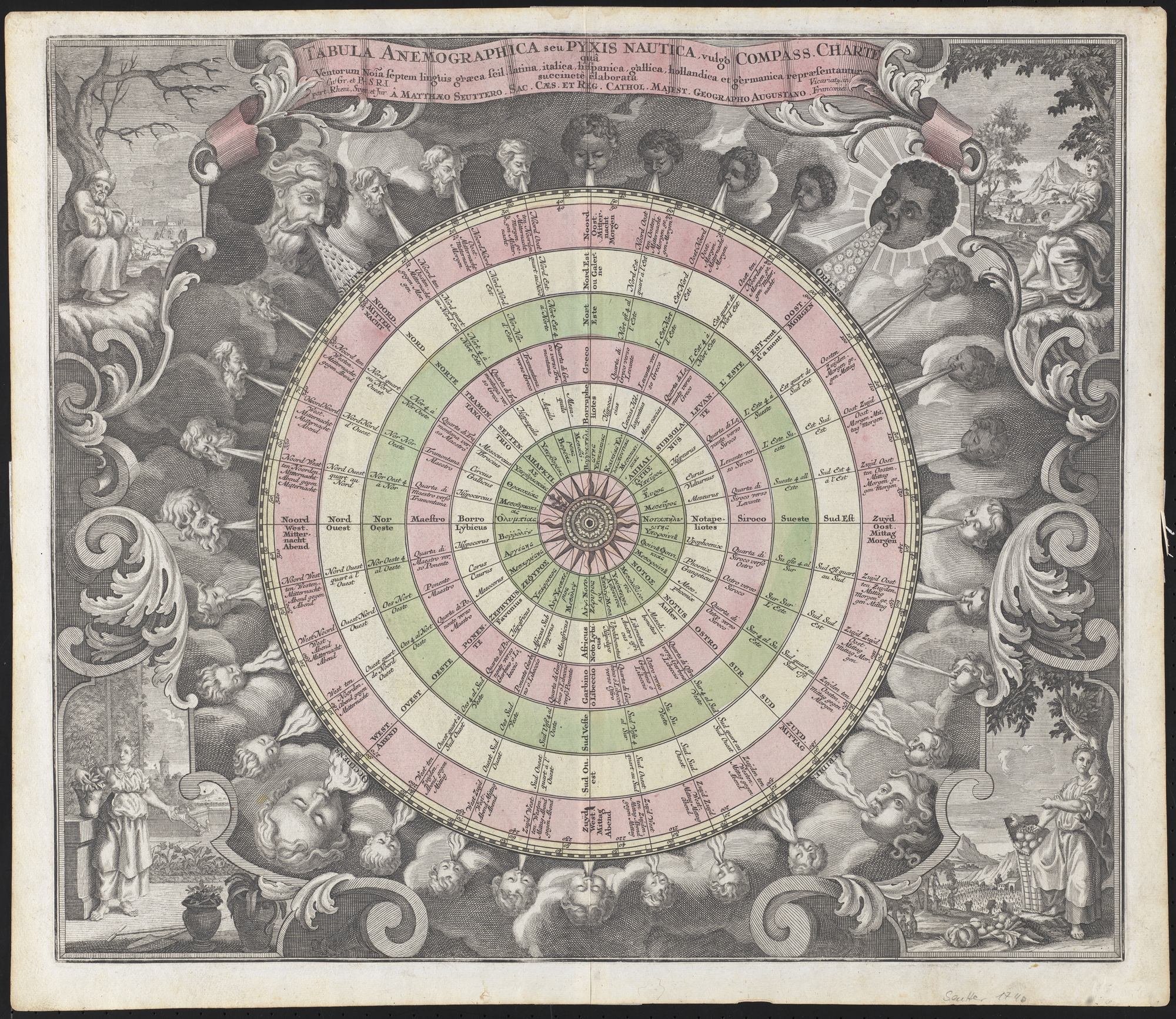
32 szelvényre osztott anemográfiai széldiagram 1740-ből, hat nyelven (német, holland, olasz, latin, francia és spanyol)

A szél irányát mindig az az égtáj adja meg, ahonnan a szél fúj. A keleti szél tehát azt jelenti, hogy a szél kelet felől nyugat felé fúj, azaz kelet felé fordulva szembe fúj a szél. A szél irányát gyakran jellemzik fokkal is. A 0° jelenti az északi, 90° a keleti, 180° a déli, 270° a nyugati szélirányt. Ez tovább bontható. A meteorológiában általában a 10°-os pontosság használatos.
A szelek irányának szabályosságát először Kolumbusz Kristóf figyelte meg 1492-ben. Utazása során először a keleti passzát szelet használta fel, majd észak felé hajózva egy nyugati széllel tért haza. Előtte a szeleket szeszélyes erőknek tartották, melyeket az istenek irányítanak. A szelek szabályos viselkedésére csak 1686-ban szolgált magyarázattal Edmond Halley angol tudós.
A szél komoly befolyásoló tényező a léginavigáció során. A repülőgépre ható szél és a tervezett útvonal kölcsönhatásáról bővebb információ az elemi navigáció szócikkben olvasható.